# Unnur Brá Konráðsdóttir

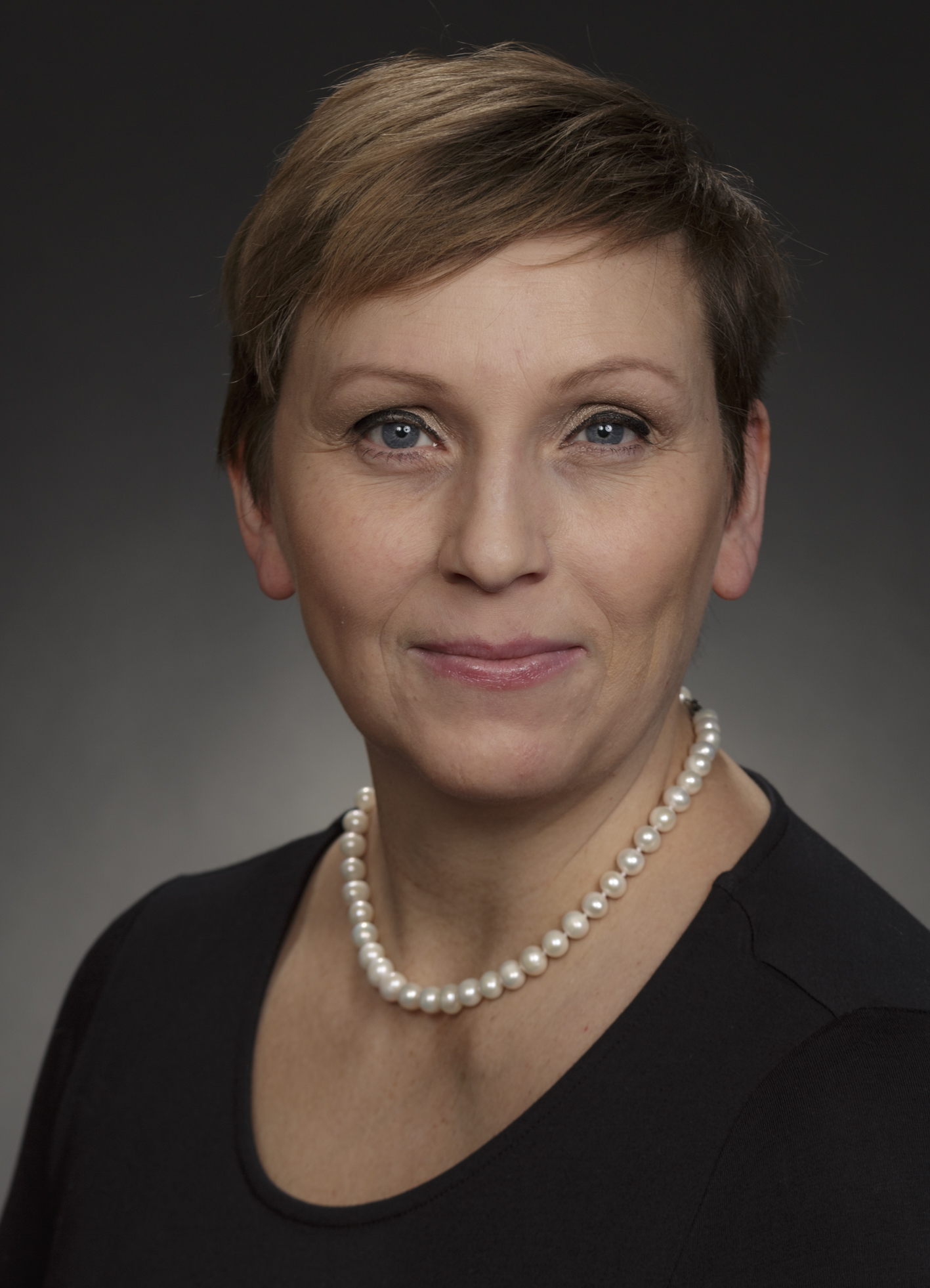
Unnur Brá Konráðsdóttir, 2016

Unnur Brá Konráðsdóttir (transkribiert Unnur Bra Konradsdottir; * 6. April 1974 in Reykjavík) ist eine isländische Politikerin (Unabhängigkeitspartei).
Sie war von 2006 bis 2009 Bürgermeisterin der südisländischen Gemeinde Rangárþing eystra. Seit 2009 war sie Abgeordnete des isländischen Parlaments Althing für den Südlichen Wahlkreis. Von 2009 bis 2013 war sie Vizepräsidentin des Parlaments. Unnur Brá gehörte wechselnden Ausschüssen des Parlaments an. Sie war von 2013 bis 2016 Vorsitzende der isländischen Delegation im Westnordischen Rat und gehörte ebenfalls von 2013 bis 2016 (ab 2014 als stellvertretende Vorsitzende) der isländischen Delegation in der Parlamentarischen Versammlung des Europarates an. 2017 war sie Parlamentspräsidentin. Bei der Parlamentswahl vom 28. Oktober 2017 verlor sie ihren Sitz im Althing.
Im Oktober 2016 stillte Unnur Brá Konráðsdóttir ihr Kind, während sie vor dem Althing einen Gesetzesentwurf verteidigte. Dies wurde vom isländischen Fernsehen übertragen und fand Beachtung in isländischen und internationalen Medien.